# Alberni-Qualicum (circonscription britanno-colombienne)
Pour les articles homonymes, voir Alberni et Qualicum.
Circonscription électorale provinciale du Canada
Alberni-Qualicum est une ancienne circonscription provinciale de la Colombie-Britannique représentée à l'Assemblée législative de la Colombie-Britannique de 2001 à 2009.

## Géographie
Le circonscription était située sur l'ile de Vancouver.

## Liste des députés
| Législature                                        | Années                                           | Député                                           | Député                                           | Parti                                            |
| Alberni-Qualicum Circonscription issue d'Alberni   | Alberni-Qualicum Circonscription issue d'Alberni | Alberni-Qualicum Circonscription issue d'Alberni | Alberni-Qualicum Circonscription issue d'Alberni | Alberni-Qualicum Circonscription issue d'Alberni |
| -------------------------------------------------- | ------------------------------------------------ | ------------------------------------------------ | ------------------------------------------------ | ------------------------------------------------ |
| 37e                                                | 2001–2005                                        |                                                  | Gillian Trumper                                  | Libéral                                          |
| 38e                                                | 2005–2009                                        |                                                  | Scott Fraser                                     | Néo-démocrate                                    |
| Circonscription abolie, voir : Alberni-Pacific Rim |                                                  |                                                  |                                                  |                                                  |